# Mésange à tête rousse
Aegithalos concinnus
Espèce
Répartition géographique
Statut de conservation UICN

 LC  : Préoccupation mineure
La Mésange à tête rousse (Aegithalos concinnus) est une espèce de passereaux appartenant à la famille des Aegithalidae.

## Sous-espèces
Selon la classification de référence du Congrès ornithologique international (version 14.2, 2024) il se répartit en sept sous-espèces :
- Aegithalos concinnus iredalei (E.C.S. Baker, 1920) — ouest de l'Himalaya ;
- Aegithalos concinnus rubricapillus (Ticehurst, 1925) — centre/est de l'Himalaya ;
- Aegithalos concinnus manipurensis (Hume, 1888) — Patkai ;
- Aegithalos concinnus talifuensis (Rippon, 1903) — sud de la Chine et nord de l'Indochine ;
- Aegithalos concinnus pulchellus (Rippon, 1900) — est de la Birmanie et ouest de la Thaïlande ;
- Aegithalos concinnus concinnus (Gould, 1855) — sud-est de la Chine, nord du Viêt Nam et Taïwan ;
- Aegithalos concinnus annamensis (Robinson & Kloss, 1919) — plateau des Bolovens et sud du Viêt Nam.